# B'Tselem

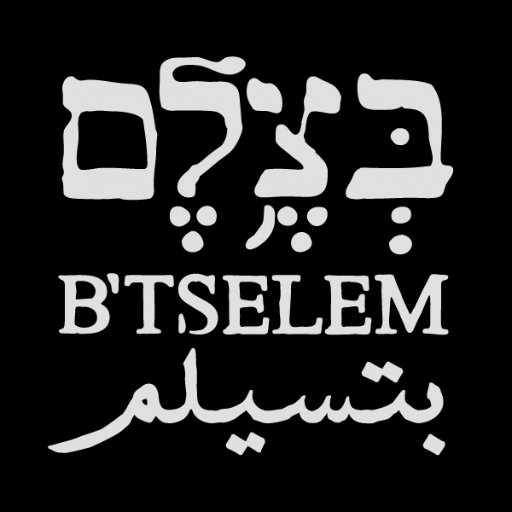
Logo di B'Tselem

B'Tselem (in ebraico בצלם‎?, "a immagine di", come in Genesi 1:27; trascritto in arabo بتسيلم‎?), per esteso il Centro d'informazione israeliano per i diritti umani nei territori occupati, è una organizzazione non governativa israeliana che si occupa di documentare le violazioni dei diritti umani da parte di Israele nei territori sottoposti alla sua occupazione.

## Storia
Il gruppo è stato fondato il 3 febbraio 1989 da un gruppo di personalità pubbliche israeliane, tra cui avvocati, accademici, giornalisti e membri della Knesset. Il suo direttore esecutivo è Yuli Novak.
Gli obbiettivi dichiarati di B'Tselem sono "documentare ed educare il pubblico e i politici israeliani sulle violazioni dei diritti umani compiuti dallo stato di Israele nei territori occupati, impegnarsi nella lotta contro il fenomeno della negazione tra i cittadini israeliani e contribuire a creare una cultura dei diritti umani in Israele".
Nel dicembre 1989 l'organizzazione ha ricevuto il Carter-Menil Human Rights Prize. B'Tselem è finanziata dal ministero degli esteri del Regno Unito e della Norvegia, oltre che da fondazioni con sede in Europa e Nord America.

## Principali settori di ricerca
B'Tselem indaga in un certo numero di settori connessi al conflitto. In particolare le seguenti:
- La responsabilità della polizia e delle forze militari nei territori occupati.
- L'uso di punizioni amministrative.
- Il continuo uso della tortura negli interrogatori, in particolare da parte del servizio di sicurezza generale israeliano lo Shin Bet.
- La politica illegale di demolizione case come forma di punizione collettiva che è spesso giustificata per presunti scopi militari.
- Le disuguaglianze nella progettazione e costruzione che discrimina i palestinesi e gli arabi israeliani.
- Lo status giuridico dei residenti di Gerusalemme est.
- Il percorso e gli effetti della barriera israeliana della Cisgiordania e il suo status giuridico.
- I problemi legati alla riunificazione familiare e minorile.
- Abbandono di infrastrutture e di servizi.
- L'illegalità degli insediamenti israeliani e l'internamento della popolazione palestinese di Hebron.
- Violazione del diritto internazionale dei diritti umani.
- La crisi idrica nei territori palestinesi.
- La separazione familiare.
- Restrizioni alla circolazione, come il controllo delle strade, coprifuoco e gli effetti per l'economia e le cure mediche.
- L'espropriazione da parte degli israeliani della terra e le violenze dei coloni israeliani contro i militanti palestinesi.* Striscia di Gaza - Il campo di applicazione del controllo israeliano, declino economico e sociale, restrizioni sulla libera circolazione e il lancio di razzi Qassam.
- L'uso della forza - pestaggi e abusi, uso di armi da fuoco e di scudi umani.
- Violazioni dei palestinesi - gli attacchi ai civili, danni ai presunti collaboratori, la pena di morte in seno all'Autorità palestinese.
- Diritti dei lavoratori provenienti dai territori.